# Rajmonda
Rajmonda (in russo Раймонда?) è un balletto, in 3 atti e 4 scene, su musica di Aleksandr Konstantinovič Glazunov del 1898. La coreografia fu di Marius Petipa, famoso maître de ballet  dei Teatri Imperiali di San Pietroburgo. Il libretto fu scritto da Petipa stesso in collaborazione con la giornalista Lidija Paškova; le scene furono allestite da Oreste Allegri.

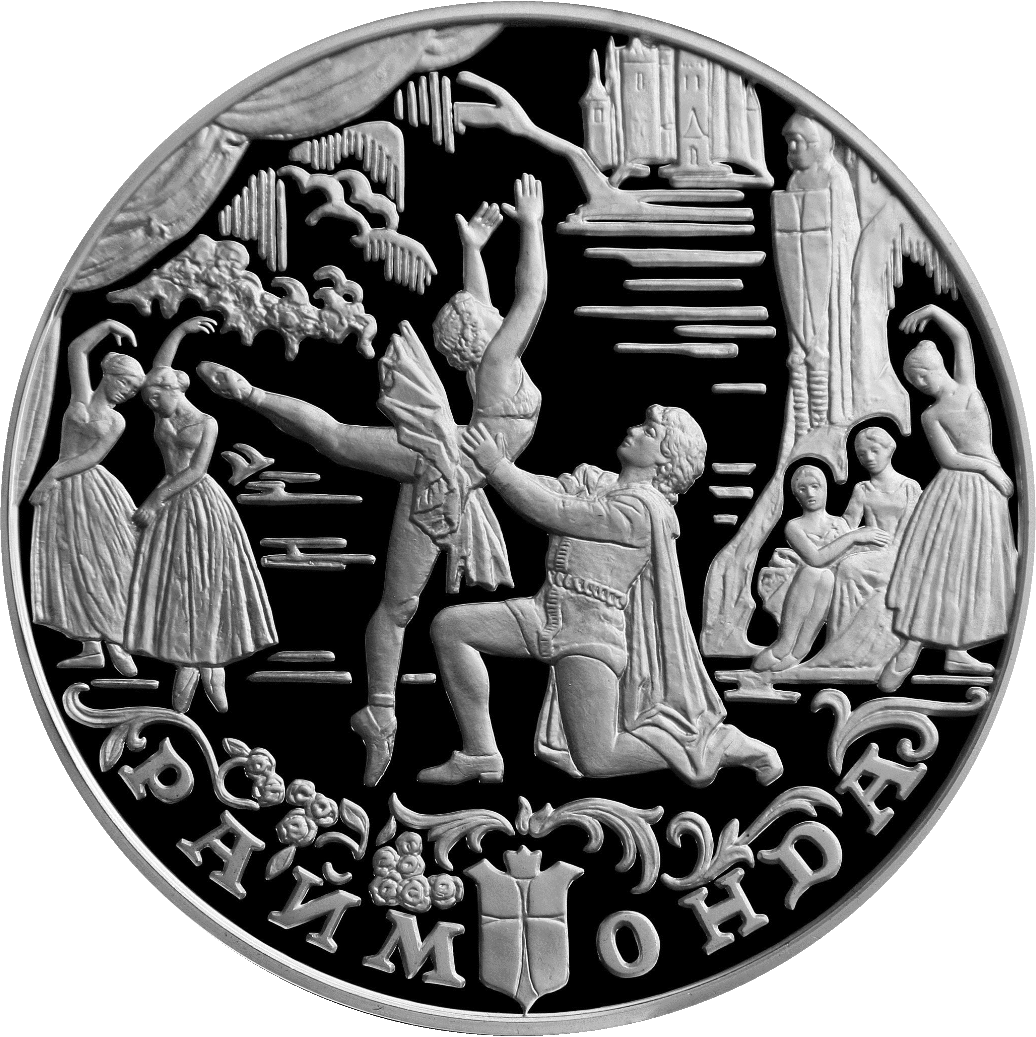
Rajmonda, Moneta russa del 1999 da 25 rubli

Rappresentato a San Pietroburgo per la prima volta dal Balletto Imperiale al teatro Mariinskij il 7 (calendario giuliano) o il 19 (calendario gregoriano) gennaio 1898 con la direzione orchestrale di Ivan Vsevoložskij e interpreti principali Pierina Legnani (Rajmonda), Sergej Legat (Jean de Brienne), Nikolaj Legat, e Pavel Gerdt, il balletto è famoso soprattutto per il Grand Pas Classique noto con il titolo di Grand Pas Classique Hongrois del 3° atto, spesso rappresentato da solo, indipendentemente dal balletto intero.
Il successo di Rajmonda è dovuto essenzialmente ad una musica gradevole, i cui temi semplici e aggraziati devono molto a Čajkovskij pur senza avere la profondità e la grande espressività del modello. Anche l'aspetto coreografico ebbe molta fortuna: l'argomento, molto semplice, è servito in effetti a creare situazioni che danno origine a molteplici numeri di danza creati per mettere in luce le abilità e le capacità dei ballerini solisti.

## Trama

### Primo atto
Rajmonda è promessa sposa del cavaliere Jean de Brienne. Mentre festeggia il compleanno, la giovane riceve la notizia che il fidanzato sta per tornare dalle Crociate; l'atmosfera è allegra, le damigelle danzano con i paggi e dei cavalieri suonano il liuto. La contessa Sybilla, zia di Rajmonda, rimprovera i giovani per la troppa allegria e porta l'attenzione alla statua della Dama Bianca, un'antenata che sorveglia le tradizioni familiari. Un messaggero comunica l'arrivo di Jean de Brienne e Rajmonda riceve la lettera dell'annuncio. Improvvisamente giunge un cavaliere saraceno, Abderaman, che inizia a corteggiare con insistenza la giovane e la riempie di doni, ma lei, sdegnata, lo rifiuta. La festa continua, poi quando quasi tutti vanno via, Rajmonda rimane con pochi amici che, stanchi, si addormentano. Improvvisamente la statua della Dama Bianca si anima e scende dal piedistallo, porta la giovane in giardino e, in una visione, le fa vedere il fidanzato. Rajmonda si getta fra le braccia di lui per rendersi subito conto che davanti ha Abderaman che cerca di prenderla con la forza. La giovane grida e cade a terra svenuta; quindi la visione scompare.

### Secondo atto
Durante la festa Rajmonda aspetta l'arrivo di Jean; giunge Abderaman che tenta di nuovo di rapire la giovane con l'aiuto dei suoi fidi. Finalmente giunge Jean de Brienne insieme al Re e sfida a duello il rivale, sconfiggendolo. La Dama Bianca interviene e scompare subito con il saraceno. Il Re può dunque benedire le nozze di Rajmonda e Jean.

### Terzo atto
Si iniziano i preparativi per le nozze; arrivano gli invitati in processione, i nobili con il relativo seguito, la coppia reale e infine gli sposi. La festa inizia con una Danza ungherese e si chiude con una grandiosa Apoteosi a cui partecipano tutti gli invitati.

## Struttura del balletto
Atto I (scena 1) — La fête de Raymonda'
- no.1 Introduction
- no.2 Jeux et danses —

a. Scène première
b. La traditrice
c. Arrivée de Sybille
d. Reprise de la danse
e. Scène mimique
f. Récit de Sybille
g. La moquerie de Sybille
- no.3 Entrée —

a. Annonce de l'arrivée de Raymonda
b. Préparation de l'arrivée de Raymonda
c. Entrée de Raymonda
- no.4 La lettre de Jean de Brienne
- interpolation - Entrée d'Abderahman
- no.5 Entrée des vassaux et des esclaves
- no.6 Pas d'ensemble —

a. Valse provençale
b. Pizzicato — Variation de Raymonda
c. Coda
- no.7 Départ des invitées
- no.8 La romanesque —

a. Prélude
b. La romanesque
c. Une fantaisie - Variation de Raymonda
- no.9 La scène de Clémence et le luth
- no.10 Entrée de la Dame Blanche
- no.11 Entr'acte symphonique

Atto I (scena 2) — Visions
- no.12 Le rêve fantastique
- no.13 Entrée de la vision de Jean de Brienne
- no.14 Grand pas d'action —

a. Grand adage
b. Grande valse fantastique
c. Variation
d. Variation
e. Variation de Raymonda (tagliata da Petipa dalla produzione originale)
interpolazione - Variation pour Mlle. Pierina Legnani (Valse da Scénes de Ballet di Glazunov)
interpolazione - Variation pour Sergeyev (modellata dalla Danse des enfants, circa nel 1941)
f. Grande coda
- no.15 Scène dramatique
- no.16 Ronde des follets et des farfadets

Atto I (scena 3) — L'aurore
- no.17 Scène et finale

Atto II — Cour d'amour
- no.18 Ouverture
- no.19 Marche
- no.20 L'arrivée d'Abderahman
- no.21 Pas d'action —

a. Grand adage
b. Variation
c. Variation
d. Variation de Raymonda
e. Grande coda
- Grand Divertissement —

no.22 Entrée
no.23 Pas des esclaves sarrasins
no.24 Pas des mariscos
no.25 Danse sarrasine
no.26 Pandéros
no.27 Danse orientale (tagliata da Petipa dalla produzione originale)
no.28 Bacchanale générale
- no.29 L'arrivée de Jean de Brienne et André II
- no.30 Le combat
- no.31 Dénouement et finale

Atto III — Le festival des noces
- no.32 Introduction
- no.33 Grand cortège hongrois
- no.34 Rapsodie - Danse des enfants
- no.35 Palotás

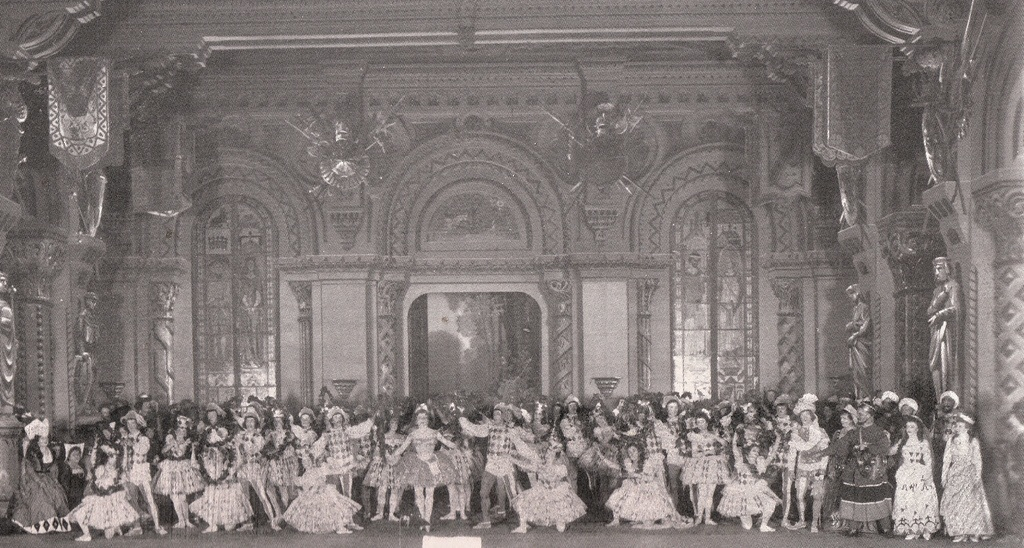
Scene e costumi del III atto (teatro Mariinskij, 1898 circa)

- interpolazione - Mazurka (presa da Scénes de Ballet di Glazunov)
- no.36 Pas classique hongrois —

a. Entrée
b. Grand adage - Pas de dix
c. Variation
d. Variation
e. Danse pour quatre danseurs
f. Variation de Raymonda
interpolazione - Variation pour Sergeyev (presa dal Pas d'action del secondo atto, circa 1941)
g. Grand coda
- no.37 Galop général
- no.38 Apothéose

## Altre coreografie
Il balletto è stato messo in scena molte volte dalla prima rappresentazione; il Balletto Bol'šoj ne curò un'edizione nel 1900 con la coreografia di Aleksandr Alekseevič Gorskij. Le altre produzioni importanti sono state quelle di Michel Fokine per i Balletti russi (1909) e di Anna Pavlova per la sua compagnia itinerante (1914). In Europa Rajmonda arrivò solo nel 1935 a Londra ad opera del Balletto nazionale della Lituania in una versione di Nicholas Zverev. In seguito fu rappresentata da George Balanchine e Alexandra Danilova per il Ballet Russe de Monte Carlo nel (1946), da Konstantin Sergeev per il Kirov Ballet (1948); Rudol'f Nureev rivisitò la versione di Petipa nel 1964 che fu rappresentata anche al Teatro Nuovo di Spoleto. Sempre Nureev con Margot Fonteyn interpretò il terzo atto al Festival internazionale del balletto di Nervi il 28 giugno 1968. Nel 1976 fu realizzata una nuova versione al teatro di San Carlo a Napoli con la regia di Beppe Menegatti e interpreti Carla Fracci e Burton Taylor; ancora nel 1984 si ebbe la versione di Jurij Grigorovič per il Balletto del Bol'šoj, nel 2004 di Anna-Marie Holmes (in una riduzione in due atti) per il Balletto nazionale finlandese, una versione poi messa in scena anche dall'American Ballet Theatre (2004) e dal Balletto nazionale olandese nel (2005). Carla Fracci interpretò nuovamente Rajmonda nel 2008 per il balletto del teatro dell'Opera di Roma.
Molte produzioni, tra cui quella del Royal Ballet, si basano e si sono basate solo su estratti dal balletto, la maggior parte delle quali prese dal Grand Pas Classique Hongrois del terzo atto, che è considerato uno dei capolavori di Marius Petipa.